# Kang Baek Lee
Kang Baek Lee (Esta es la romanización del nombre preferida por el autor según LTI Korea) Es un dramaturgo surcoreano.

## Biografía
Kang Baek Lee nació el 1 de diciembre de 1947 en Jeonju, provincia de Jeolla del Norte, Corea del Sur. De joven se sorprendió al descubrir a través del Nouveau roman y de Samuel Beckett que las obras literarias podían tener una estructura circular y no tener un argumento claro. Su temprana pasión por estas obras hizo que influyeran en gran medida en las suyas.

## Obra
Kang Baek Lee ha publicado unas treinta obras de teatro, todas con el mismo estilo anti-realista. Escribe casi exclusivamente obras de teatro, y la mayoría de ellas se han llevado al escenario. Esto habla de la profesionalidad y la dedicación del dramaturgo en su oficio.
La mayoría de sus obras son fábulas alegóricas. El dramaturgo tiene gran talento en usar la alegoría para hablar de problemas sociales y políticos. Aunque el estilo de sus obras es anti-realista, tratan claramente de realidades sociales. Sus obras ocupan un lugar muy especial dentro de la dramaturgia coreana, que es normalmente de estilo realista.
Muchas de sus primeras obras usan la alegoría para mostrar a personas desafortunadas abrumadas por la autoridad brutal del gobierno militar de la época, cuyo régimen afianzó su poder utilizando el miedo de un posible ataque de Corea del Norte. Cuando ese estado de opresión llegó a su cima a finales de la década de 1970, usó obras silenciosas, sin palabras, para reflejar el clima social y político.
Desde la década de 1980 sus obras han usado la alegoría para retratar conflictos sociales entre los que tienen y los que no, o ha criticado la codicia de los líderes de la sociedad. Sus obras más actuales tratan menos de los problemas de la sociedad y se centran en la agonía filosófica de la vida humana, a menudo explorada usando el contraste entre personajes extremadamente serios y otros más relajados.

## Obras en coreano
- El vigilante (Pasuggun) (1973)
- Un bledo (1979)
- Un día de primavera (Bomnal) (1984)
- Cabeza de pescado (Bugeo daegari) (1993)
- Diario de un viaje a Yeongweol (Yeongweol haeng ilgi) (1995)
- Me siento como en el paraíso (Neuggim, geugnak gat’eun)
- Ay, Dios (O, mapsosa).